# Murahivka, Bereznehuvate
Murahivka (în ucraineană Мурахівка) este localitatea de reședință a comunei Murahivka din raionul Bereznehuvate, regiunea Mîkolaiiv, Ucraina.

## Demografie
Componența lingvistică a localității Murahivka
     Ucraineană (96,47%)
     Rusă (1,71%)
     Alte limbi (0,91%)
Conform recensământului din 2001, majoritatea populației localității Murahivka era vorbitoare de ucraineană (96,47%), existând în minoritate și vorbitori de rusă (1,71%).